# Dalmau de Castellnou
Dalmau de Castellnou (Segle XIII - 1299), senyor de Sureda, fou un noble i militar català.
Va participar en la Croada contra la Corona d'Aragó al costat de Pere el Gran defensant els Pirineus. Va ser Senyor de Sureda des del 1268. El va succeir a la seva mort el 1299 el seu fill Dalmau II de Montbram, que va ser Senyor de Montbran.